# Mimillaena
Mimillaena es un género de escarabajos longicornios de la tribu Acanthocinini.

## Especies
- Mimillaena rufescens Breuning, 1958
- Mimillaena semiobscura Hayashi, 1961